# Unipower

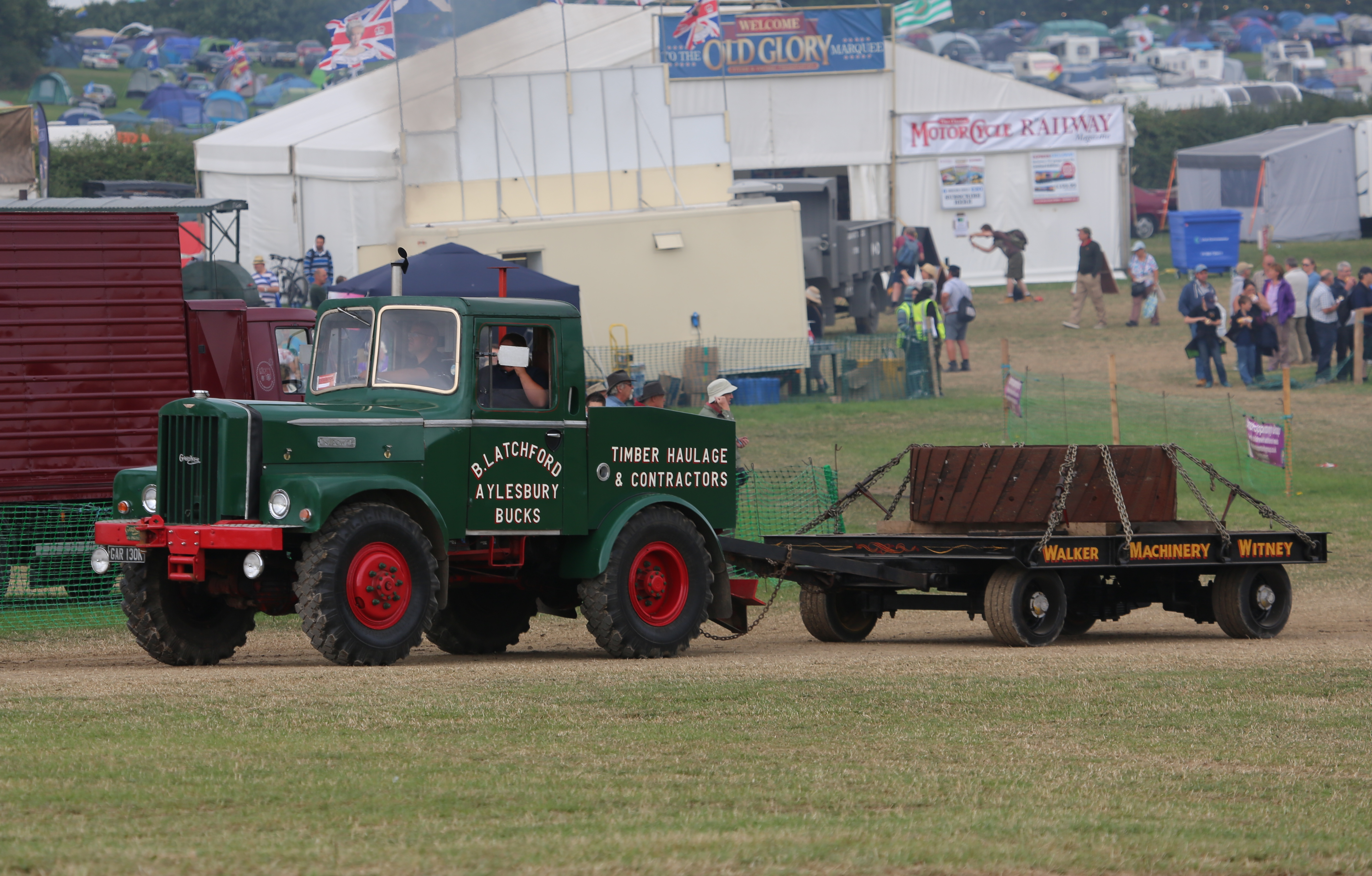
Unipower Hannibal

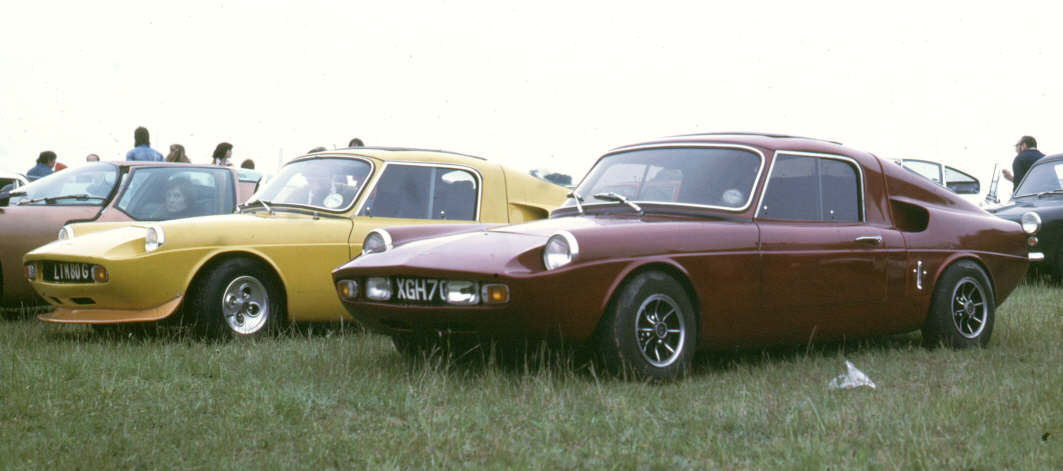
Unipower GT

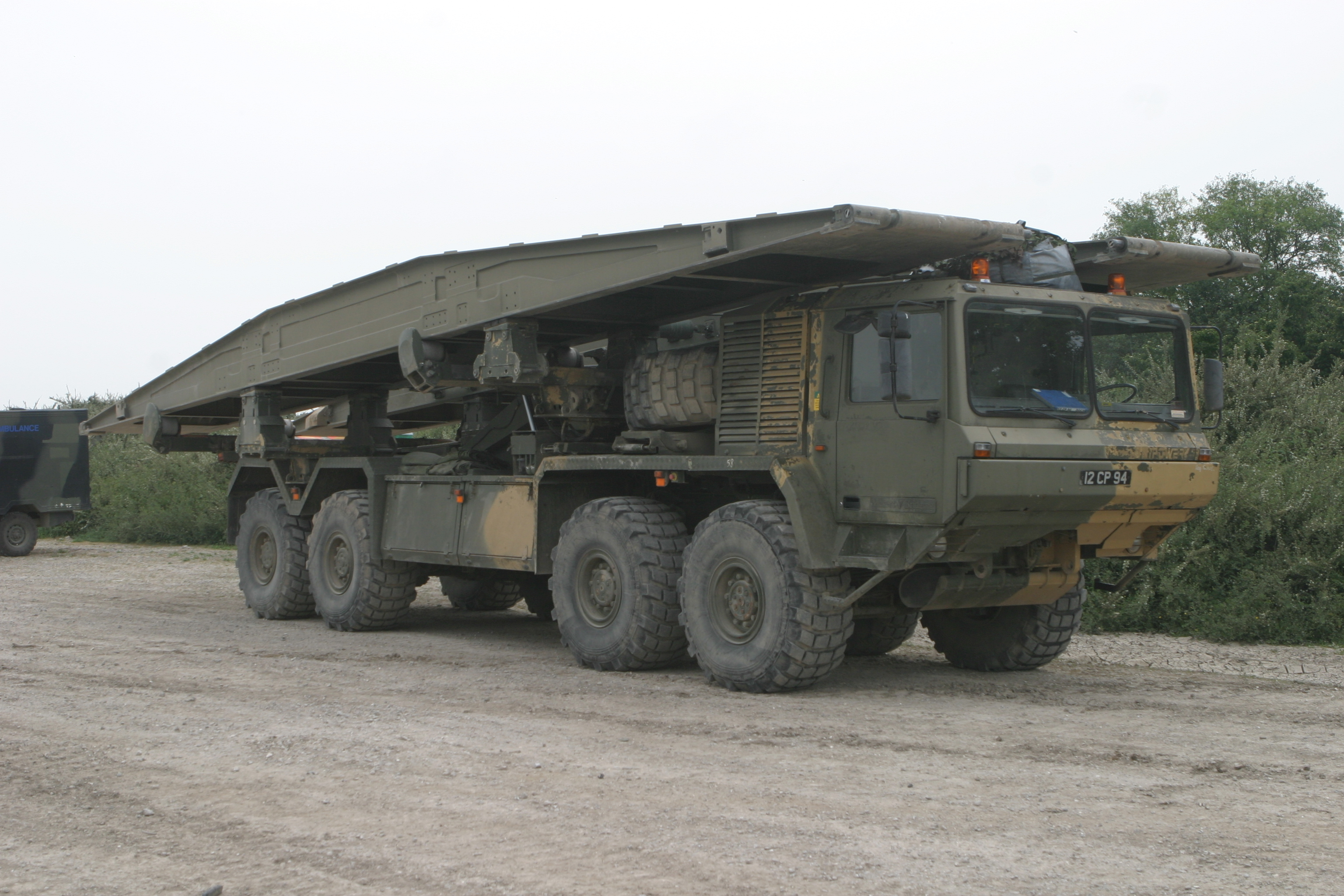
Alvis Unipower bruggenlegger BR90

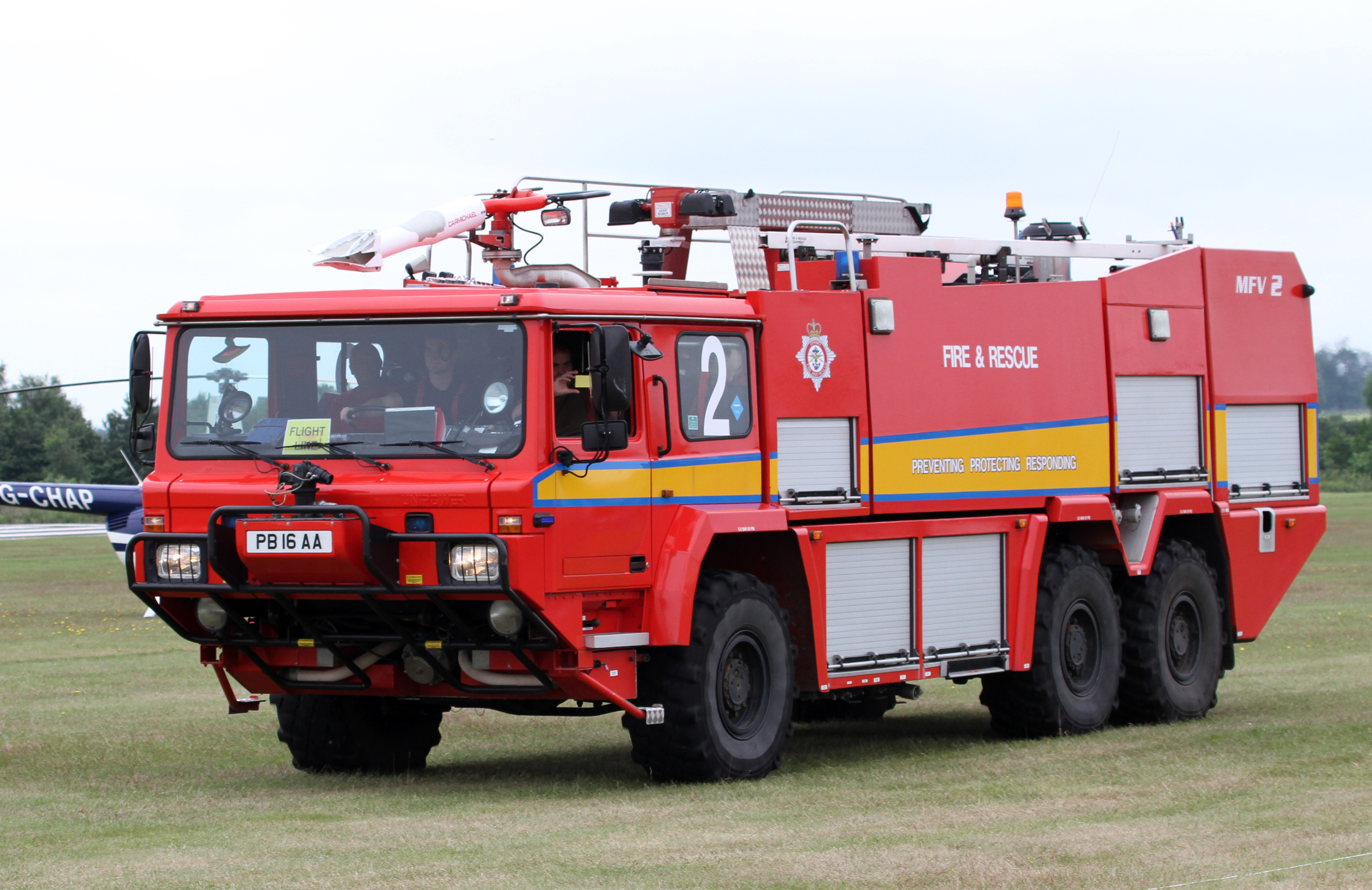
Alvis Unipower MFV 2 6x6 brandweerwagen (2016)

Unipower is een vrachtwagenmerk uit Engeland. Unipower (Universal Power Drives) werd in 1934 opgericht in Londen. Het hoofdkantoor van Unipower bevindt zich in de Londense wijk Aldwych, de fabriek in Perivale. In 1994 werd Unipower een onderdeel van Alvis maar het bedrijf bleef wel zware vrachtwagens bouwen onder de naam Unipower.

## Geschiedenis
Het bedrijf richtte zich op de bouw van voertuigen met vierwielaandrijving voor de binnenlandse markt en de export. Met het oog op de grootschalige houtkap door de Britse overheid in de Tweede Wereldoorlog bracht Unipower het model Forester op de markt. Deze auto was speciaal gebouwd voor houttransport en leek sterk op de Franse Latil. 
Naast de eigen modellen paste het bedrijf ook voertuigen aan van andere fabrikanten, met name Rootes en dan modellen van het merk Commer. Het bedrijf bouwde vooral tweeassige wagens om tot drieassers met componenten uit de eigen fabriek.
Na de Tweede Wereldoorlog kwam het model Hannibal op de markt, dit was een verbeterde versie van de Forester. Beide voertuigen werden gebouwd tot 1956.
In 1956 kwamen er twee nieuwe modellen van Unipower op de markt: de Centipede, die op alle wielen gestuurd was en daardoor een kleine draaicirkel had, en de Invader, die door zijn V8 dieselmotor geschikt was voor zwaar transport. Beide modellen waren zeer gewild bij de Britse brandweer.

### Personenwagens
In januari 1966 werd op de Racing Car Show in Londen de Unipower GT geïntroduceerd, een op de Mini gebaseerde sportwagen waarvan er 75 werden geproduceerd in de periode april 1966-januari 1970.
In 1967 en 1968 werden er enkele exemplaren gebouwd van de Quasar-Unipower, een glazen doos op wielen, eveneens gebaseerd op de Mini.

### Militaire voertuigen
In 1988 werd er voor de speciale C-serie een fabriek van Scammell overgenomen in Watford. Deze serie was speciaal gemaakt voor het leger en voor zeer zwaar transport. Deze voertuigen waren uitgerust met een V12 van Rolls-Royce en verkregen daarmee ongeveer 365 pk. Toen Unipower in 1994 werd overgenomen door Alvis, sloot de fabriek in Watford en verdween de C-serie. Ervoor in de plaats kwam het model Scammells.
In 1993 kreeg het bedrijf nog een order van het Britse leger voor de bouw van een bruggenlegger BR90. Hiervoor werd een 8x8 voertuig van Unipower als transportvoertuig gekozen. De BR90 voertuigenkwamen omstreeks 1906-1997 in dienst en werden in het verenogd Koninkrijk en Duistland gestationeerd.

## Tegenwoordig
Unipower is eigendom van Alvis en AC Cars. Er worden alleen nog nieuwe auto’s geproduceerd onder de naam Unipower als dit auto’s zijn voor heel speciaal of zwaar transport. De auto’s worden tegenwoordig voorzien van een Cummins of Perkins dieselmotoren.
In juli 2024 staakte het bedrijf de activiteiten en is een verkoopproces gestart om de diverse bedrijfsonderdelen bij anderen onder te brengen.